# Tsam Chuk Wan
Tsam Chuk Wan (kinesiska: 斬竹灣, 斩竹湾) är en vik i Hongkong (Kina). Den ligger i den nordöstra delen av Hongkong.